# Witbuikroodmus
De witbuikroodmus (Carpodacus trifasciatus) is een zangvogel uit de familie Fringillidae (Vinkachtigen).

## Verspreiding en leefgebied
Deze soort is endemisch in westelijk China en overwintert in zuidoostelijk Tibet.